# Estase vascular
O Estase vascular acontece quando o fluxo sangüíneo continua a diminuir, podendo haver eventual e completa estagnação. Agressão leve: 15 a 20 minutos para que ocorra a estase. Agressão intensa: em poucos minutos. Na estase vascular, há aumento da pressão hidrostática dentro dos capilares e vênulas.